# José Isidoro Gómez Torres
José Isidoro Gómez Torres (Pedrera, provincia de Sevilla, 1 de agosto de 1986) es un exfutbolista español.

## Trayectoria
Nacido en Pedrera, municipio de Sevilla, se formó en las categorías inferiores del Real Betis Balompié. Comenzó a subir categorías hasta llegar a los 20 años a debutar con el primer equipo en la temporada 2005-06, en la que el club consiguió el 4º puesto para la previa de Champions y consiguió alzarse con la Copa del Rey, uno de los títulos que tiene el futbolista de Pedrera en su palmarés.

## Clubes
| Club                    | Categoría                 | País    | Temporada | Partidos | Goles |
| ----------------------- | ------------------------- | ------- | --------- | -------- | ----- |
| Betis B                 | Tercera división          | España  | 2005-2006 | 23       | 0     |
| Betis B                 | Tercera división          | España  | 2006-2007 | 26       | 1     |
| Real Betis              | Primera división          | España  | 2006-2007 | 8        | 0     |
| Betis B                 | Segunda División B        | España  | 2007-2008 | 27       | 2     |
| Betis B                 | Segunda División B        | España  | 2008-2009 | 33       | 1     |
| Betis B                 | Segunda División B        | España  | 2009-2010 | 31       | 1     |
| Real Betis              | Primera División          | España  | 2011-2012 | 11       | 0     |
| Polonia Varsovia        | Primera División Polaca   | Polonia | 2012      | 4        | 0     |
| Club Deportivo Numancia | Segunda División Española | España  | 2013      | 8        | 0     |
| Club Deportivo Numancia | Segunda División Española | España  | 2013-2014 | 17       | 0     |
| Club Deportivo Numancia | Segunda División Española | España  | 2014-2015 | 34       | 0     |
| Elche CF                | Segunda División Española | España  | 2015-2016 |          |       |
| Unión Deportiva Almería | Segunda División Española | España  | 2016-2017 |          |       |
| Bodø/Glimt              | Eliteserien               | Noruega | 2018-2020 |          |       |